# Кондрашин, Кирилл Петрович
Кири́лл Петро́вич Кондра́шин (21 февраля (6 марта) 1914, Москва — 7 марта 1981, Амстердам) — советский дирижёр. Народный артист СССР (1972). Лауреат двух Сталинских премий (1948, 1949) и Государственной премии РСФСР имени Глинки (1969).

## Биография
Кирилл Кондрашин родился в Москве в музыкальной семье: его родители познакомились в оркестре Сергея Кусевицкого в 1913 году. Отец, Пётр Андреевич Кондрашин (1875—1941), был скрипачом-самоучкой, впоследствии играл в оркестре Московского государственного еврейского театра под управлением Льва Пульвера. Мать, Анна Михайловна Тамина (1887—1971), из рижской еврейской семьи. В 1918 году она стала первой женщиной, выдержавшей конкурс в оркестр Большого театра. Семья жила на Пречистенке, № 40.
В шесть лет начал обучаться игре на фортепиано, учился в музыкальной школе, затем в техникуме имени Стасова (ныне Детская музыкальная школа имени Стасова) в Москве. Росту его музыкального кругозора немало способствовали занятия теорией музыки с Николаем Жиляевым. К 17-ти годам отдал предпочтение профессии дирижёра, и в 1931 году поступил в Московскую консерваторию в класс оперно-симфонического дирижирования к Борису Хайкину. В студенческие годы играл на ударных инструментах в оркестре Музыкального театра имени Немировича-Данченко (ныне Московский академический музыкальный театр имени К. С. Станиславского и Вл. И. Немировича-Данченко); здесь же впервые встал за пульт — 25 октября 1934 года продирижировал опереттой «Корневильские колокола» Р. Планкета.
Окончив консерваторию в 1936 году, стал дирижёром Малого театра оперы и балета в Ленинграде, где под его управлением состоялись представления опер Пуччини «Девушка с Запада» (1938), Пащенко «Помпадуры» (1939), «Чио-Чио-Сан» (1939), Мусоргского «Борис Годунов», Моцарта «Свадьба Фигаро», Дзержинского «Тихий дон» и другие.
В 1943 году получил приглашение в Большой театр, только что вернувшийся из эвакуации из Куйбышева. Значительно шире стал его репертуар. Работал вместе с Самуилом Самосудом, Арием Пазовским и Николаем Головановым. Под его управлением было поставлено несколько новых опер и переработана часть старых: «Вражья сила» Серова (1947), «Проданная невеста» Сметаны (1948), «Риголетто» Верди (1945), «Бэла» Александрова (1946), «Галька» Монюшко (1949), «Снегурочка» Римского-Корсакова (1943, 1954) и других. Параллельно также вёл концертную деятельность (с 1938).
Со второй половины 1940-х годов начал выступать также как симфонический дирижёр (дебют связан с оркестром Ленинградского радиокомитета), в том числе с Государственным академическим симфоническим оркестром СССР (цикл «Развитие скрипичного концерта», 1947—1948), Московским молодёжным симфоническим оркестром (Большой приз Будапештского фестиваля, 1949) и др. Исполнял сочинения Вагнера, Глазунова, Листа, Мясковского, Прокофьева, Рахманинова, Сен-Санса, Шостаковича, П. Чайковского, Б. Чайковского  и многих других.
В 1950—1953 годах и в 1972—1978 годах преподавал в Московской консерватории.
Покинув Большой театр в 1956 году, далее выступал исключительно как симфонический дирижёр. В мае 1956 года с оркестром под его управлением играл на своих первых гастролях в Москве Исаак Стерн. В разное время с оркестрами под его управлением играли Давид Ойстрах, Святослав Рихтер, Мстислав Ростропович, Эмиль Гилельс, Леонид Коган и другие музыканты. В 1958 году на Первом Конкурсе имени Чайковского с оркестром под его управлением на третьем туре и на гала-концерте играл Ван Клиберн. В том же году он впервые посетил с гастролями США и Великобританию.
Председатель жюри 2-го (1966) и 3-го (1971) Всесоюзных конкурсов дирижёров.
В 1960—1975 годах возглавлял Симфонический оркестр Московской филармонии, который под его управлением выдвинулся в число ведущих музыкальных коллективов страны. С оркестром, а также самостоятельно (с 1948) гастролировал во многих странах Европы и Америки.
Выступал с беседами о музыке по радио и телевидению.
В декабре 1978 года, во время гастролей в Нидерландах, после очередного концерта принял решение не возвращаться в СССР. Вскоре получил место главного приглашённого дирижёра оркестра Консертгебау в Амстердаме, а в 1981 году должен был возглавить Симфонический оркестр Баварского радио, однако скоропостижно умер от инфаркта 7 марта 1981 года. Похоронен на кладбище Вестерфелд (деревня Дрихёйс, муниципалитет Велзен).
С 1984 года в Амстердаме проводится Международный конкурс молодых дирижёров имени Кондрашина.

## Семья
- Первая жена — Елизавета Михайловна Садовская, внучка актрисы Ольги Садовской.
  - Сыновья — Пётр Кириллович Кондрашин (1945—2010), один из ведущих звукорежиссёров Всесоюзной студии грамзаписи, основатель (1987) кафедры музыкальной звукорежиссуры на базе Российской академии музыки (тогда института) имени Гнесиных, музыкант; Андрей Кириллович Кондрашин (1959—2003), музыкант. Внук — Пётр Петрович Кондрашин (род. 1979), виолончелист, солист оркестра Большого театра.
- Вторая жена — Нина Леонидовна Кондрашина (1931—2017), дочь режиссёра документального кино Леонида Варламова. Сын — Сергей Кириллович Кондрашин (род. 1967), предприниматель.

## Творчество
Считается одним из крупнейших дирижёров XX века. По его собственным словам, он стремился, подобно дирижёрам прошлых лет, выработать собственное уникальное и неповторимое звучание оркестра. За время работы с оркестром Московской филармонии он исполнил многие сочинения классических и современных авторов, в том числе цикл из всех симфоний Малера (за пропаганду творчества композитора в 1974 году был удостоен Золотой медали Международного общества Густава Малера), а также произведения Бартока, Хиндемита, Хачатуряна, Бориса Чайковского (посвятившего дирижёру свою Вторую симфонию), Вайнберга (посвятившего дирижёру свою Пятую симфонию), Свиридова и многих других композиторов. Исполнял все 15 симфоний Шостаковича, причём Четвёртая и Тринадцатая его симфонии были исполнены впервые (соответственно, в 1961 и 1962 годах). По инициативе дирижера и заказу Саксонской Государственной капеллы Борис Чайковский сочинил "Тему и восемь вариаций".
Среди осуществлённых записей — произведения Брамса (все симфонии; концерт для скрипки с оркестром с Давидом Ойстрахом), Вайнберга (симфонии № 4—6), Дворжака (концерт для скрипки с оркестром с Д. Ойстрахом), Малера (симфонии № 1, 3—7, 9), Прокофьева («Кантата в XX-летию Октября», «Ала и Лолий»), Равеля («Испанская рапсодия», «Вальс»), Рахманинова («Колокола», «Симфонические танцы», концерты № 2, 3 для фортепиано с оркестром с Ваном Клиберном), Римского-Корсакова («Снегурочка», концерт для фортепиано с оркестром со Святославом Рихтером), Скрябина (1 часть «Предварительного действа» в редакции Немтина — первая запись), Чайковского (симфонии № 1, 4, 5, 6, концерт № 1 для фортепиано с Ваном Клиберном), Шостаковича (все симфонии, «Октябрь», «Казнь Степана Разина», «Над родиной нашей Солнце сияет», концерт № 2 для скрипки с оркестром с Давидом Ойстрахом), Бориса Чайковского (Вторая симфония, Концерт для скрипки с оркестром с Виктором Пикайзеном, трансляционные записи "Темы и восьми вариаций", Виолончельного концерта с Мстиславом Ростроповичем) и другие.
Некоторые из своих мыслей и методов работы с оркестром отразил в книге «О дирижёрском искусстве», вышедшей в издательстве «Советский композитор» под общей редакцией Софьи Михайловны Хентовой в 1970 году.

## Награды и звания
- Диплом I Всесоюзного конкурса дирижёров (1938);
- Сталинская премия первой степени (1948) — за дирижирование оперным спектаклем «Вражья сила» А. Н. Серова на сцене ГАБТ;
- Сталинская премия второй степени (1949) — за дирижирование оперным спектаклем «Проданная невеста» Б. Сметаны на сцене филиала ГАБТ;[15]
- Заслуженный артист РСФСР (1951);
- Премия «Грэмми» (1960) — за лучшее классическое исполнение — инструментальным сольным исполнителем (с оркестром) (дирижёр, совместно с Ван Клиберном & the Symphony of the Air Orchestra — «Концерт для фортепиано с оркестром № 3 (Рахманинов)»);
- Народный артист РСФСР (1965);
- Государственная премия РСФСР имени М. И. Глинки (1969) — за концертные программы (1966—1967) и (1967—1968);
- Народный артист СССР (1972);
- Орден Октябрьской Революции (1974)[16];
- Орден Трудового Красного Знамени;
- Орден Дружбы народов (1976)[17];
- Медали.